# 郎剑钊
郎剑钊（1954年—），河南方城人，汉族，中华人民共和国政治人物、第十二届全国人民代表大会解放军代表丶中國人民解放軍少將。

## 生平
毕业于山东大学历史专业。加入中国共产党。1972年12月入伍，历任480团卫生队员、司务长、参谋、师战勤科长，军区后勤部司令部办公室秘书、办公室主任、研究室主任。1997年12月任济南军区后勤部副参谋长，后历任联勤部参谋长、副部长兼参谋长、副部长。2008年7月授少将军衔2010年10月任山东省军区司令员，2011年12月任济南军区党委常委、联勤部部长。2013年，担任全国人大代表。